# Virgílio Martins Ferreira de Melo Franco
Virgílio Martins de Mello Franco (Paracatu, 29 de agosto de 1839 — Rio de Janeiro, 31 de dezembro de 1922) foi um político brasileiro.
Formou-se bacharel em Direito em 1866, pela Academia de São Paulo. Foi promotor em Paracatu, juiz de Direito do Alto Tocantins, em Goiás, e juiz de Direito de Paracatu e de Barbacena. Aposentou-se como desembargador.
Foi lente da Faculdade Livre de Direito de Belo Horizonte, deputado à Assembléia Geral Legislativa por Minas Gerais (1876-1881) e senador.

## Referência
- Os antepassados - Padre Pedro Maciel Vidigal. Imprensa Oficial de Minas Gerais.